# Национал-демократический альянс
Региональное общественное движение «Национал-демократический альянс» (НДА) — российское общественно-политическое движение правого толка, основанное в Москве 13 марта 2010 года. На учредительной конференции сопредседателями были избраны Алексей Широпаев, Илья Лазаренко и Михаил Пожарский. Движение было частью российской оппозиции в конце 2000-х и начале 2010-х годов, объединяя в своих рядах приверженцев демократических принципов и русских националистов.

## Политические позиции
Программными документами «Национал-демократического альянса» являлись Манифест и Резолюция «О переучреждении Российской Федерации и создании русских республик». Основные тезисы:
- переучреждение федерации и заключение единого федеративного договора между субъектами страны;
- расширение прав регионов и реальный федерализм;
- демократизация государства и реализация прав и свобод граждан;
- отказ от неоимперской внешней политики;
- антисоветизм, антикоммунизм и антиклерикализм;
- ограничение иммиграции из стран Закавказья, Азии и Ближнего Востока;
- защита прав частной собственности и развитие рыночной экономики;
- легализация огнестрельного оружия;
- курс на последовательное сближение и сотрудничество с Евросоюзом, НАТО и США.

Движение выступало за реформу МВД, подразумевающую следующие изменения: выборность начальников районных ОВД; должность начальника регионального УВД утверждает глава субъекта федерации и контроль за его деятельностью осуществляет региональная власть.
НДА отрицательно относились к политическому опыту Российской империи, выступали против белого движения и популяризировали Новгородскую республику как культурно-цивилизационную альтернативу Москве.
«Национал-демократический альянс» рассматривал фигуру генерала Власова как участника антисталинского сопротивления, указывая на то, что «русский народ оказался зажат между жерновов двух отвратительных тоталитарных режимов, советского и нацистского», но Власов, выбрав быть с Гитлером против Сталина, «сумел провозгласить в Пражском манифесте ценности свободы и демократии, попираемые большевиками, несмотря на то, что Гитлеру эти ценности были безусловно чужды».
Грузино-российский конфликт 2008 года был описан одним из лидеров НДА как имперские интересы обеих стран, а Михаил Саакашвили как жаждущий единовластия бывший демократ.
На фоне начавшихся в Украине акций протеста в 2013 году координационный совет НДА выступил в поддержку сторонников украинской евроинтеграции.

## Политические акции
- «Московское чаепитие» и «Балтийское чаепитие»[12];
- Пикет против поправок к закону «О Федеральной службе безопасности»[13];
- Участие в «Стратегии-31»;
- Сбор подписей в поддержку инициативы о выходе Ставропольского края из состава Северо-Кавказского федерального округа[14];
- Беспорядки на Манежной площади, пикет «Нет империи лжи!» у «Останкино»[15];
- Участие в митинге белорусской оппозиции против результатов президентских выборов в Беларуси[16];
- Участие в митинге «За Россию без Путина»[17];
- Акция «Власовская ленточка»[18];
- Круглый стол «Неосоветизм как явление наших дней»[19];
- Участие совместно с ОДД «Солидарность» в организации конференции «Северный Кавказ: вместе или врозь?»[20];
- Участие в протестном движение в России 2011—2013 годов[21].Митинг на Лубянской площади, посвящённый дню Конституции и 185-й годовщине восстания декабристов (12 декабря 2010 года)[22].

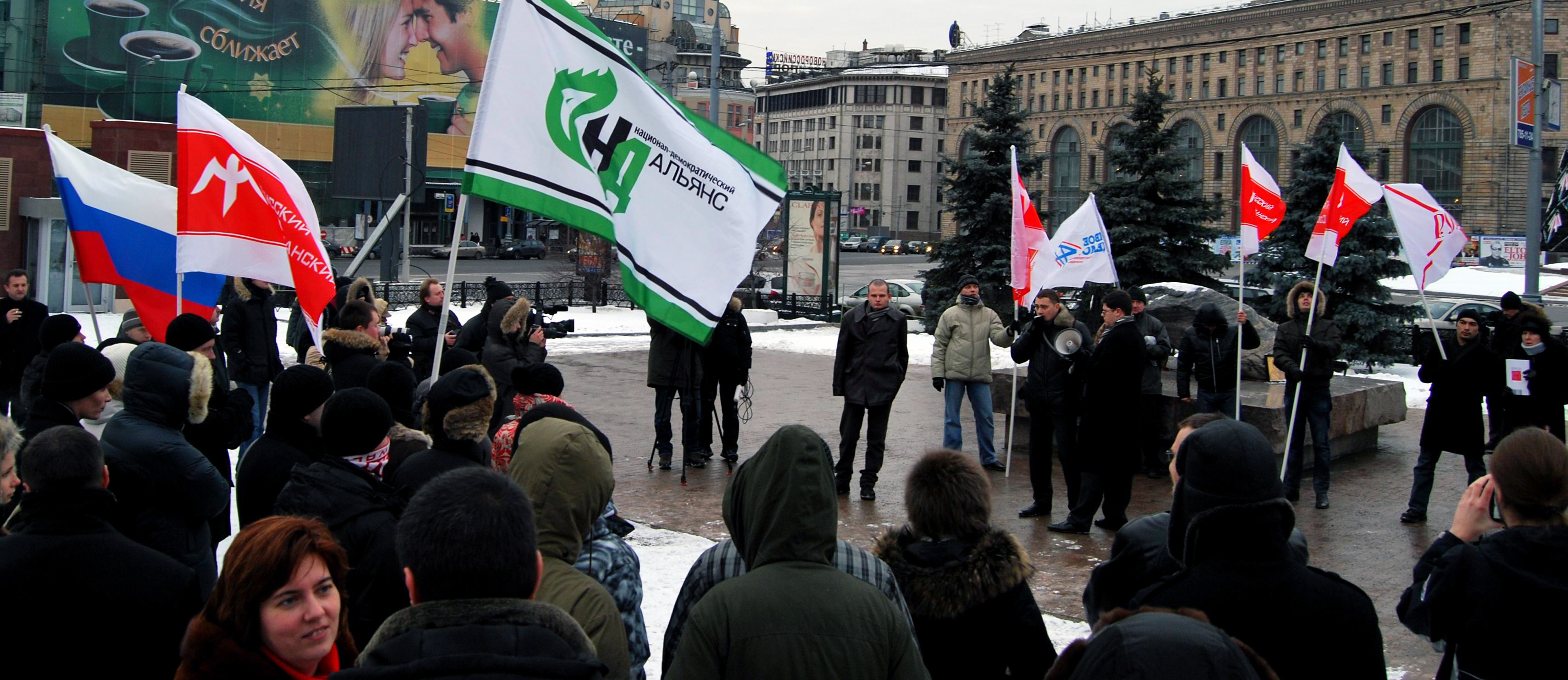
Митинг на Лубянской площади, посвящённый дню Конституции и 185-й годовщине восстания декабристов (12 декабря 2010 года).

## Символика
Символом НДА выбран лист крапивы. Цвета движения: белый, зелёный, чёрный. Зелёный и чёрный цвета особенно популярны в связи с уважительным отношением участников НДА к повстанческому движению в Гражданскую войну в России.